# Lucky Luciano (film)
Lucky Luciano is een Amerikaans-Frans-Italiaanse misdaadfilm uit 1973 onder regie van Francesco Rosi.

## Verhaal
In 1946 wordt Salvatore Lucania de Verenigde Staten uitgezet. In de jaren '30 was hij een machtige crimineel.

## Rolverdeling
| Acteur             | Personage                      |
| ------------------ | ------------------------------ |
| Gian Maria Volonté | Lucky Luciano                  |
| Vincent Gardenia   | Kolonel Poletti                |
| Silverio Blasi     | Italiaanse kapitein            |
| Charles Cioffi     | Vito Genovese                  |
| Larry Gates        | Rechter Herlands               |
| Magda Konopka      | Contessa                       |
| Dino Curcio        | Don Ciccio                     |
| Edmond O'Brien     | commissaris Harry J. Anslinger |
| Rod Steiger        | Gene Giannini                  |
| Jacques Monod      | de Franse commissaris          |